# Everything2
Everything2 är ett digitalt uppslagsverk som beskriver sig självt som att ha växt från en mycket enkel användarskriven encyklopedi till ett online-community med fokus på att skriva, publicera och redigera en kvalitetsdatabas av information, insikter och humor.
Till skillnad från andra internetuppslagsverk som Wikipedia krävs att skribenten är inloggad, och endast en sidas (en nods) författare alternativt en moderator kan redigera vad som redan är skrivet. Everything2 kräver inte att texterna ska släppas under någon specifik licens – det är upp till varje bidragslämnare.

### Fotnoter
1. ↑  ”Everything2.com Site Info”. Alexa Internet. Arkiverad från originalet den 20 augusti 2016. https://web.archive.org/web/20160820164202/http://www.alexa.com/siteinfo/everything2.com. Läst 2 augusti 2012.